# Rockin da North
Rockin da North (RDN) ist eine finnische Hip-Hop-Gruppe. Die Gruppe war nur lose verbunden, auf jedem Album arbeiteten andere Künstler zusammen. Sie veröffentlichte insgesamt drei Alben.

## Bandgeschichte
Das Debütalbum RDN Allstars erschien 2002 über BMG Finland Oy. Es brachte die Chart-Singles Operaatio RDN, Kingsize und Pelkkää viihdettä hervor und erreichte selbst Platz 5 der finnischen Albumcharts. Auf dem Album sind auch die deutschen Rapper Curse und Samir vertreten.
Nachdem das Debütalbum vor allem finnische Künstler versammelte, konnten für das zweite Album Star Warz bekannte US-amerikanische Künstler wie GZA und RZA vom Wu-Tang Clan sowie Tha Alkaholics gewonnen werden. Es erschien ebenfalls über BMG Finland. Auch auf diesem Album befanden sich mehrere Chartsingles. Das Album selbst erreichte Platz 4.
Nach drei Jahren Pause erschien 2006 das bis dato letzte Album der Gruppe namens Power of the Sound, diesmal über Edel Records. Während die ersten Alben vor allem im Hip-Hop verwurzelt waren, zeichnete das letzte Album sich durch einen Mix aus Rock, Pop, Punk, Metal und Klassik aus.

## Line-up

### Rapper und Sänger
| RDN Allstars (2002) - Avain - B.O.W. - Curse - Elastinen - Eye N’l - Ezkimo - Fabio - Flegmaatikot - Hosni - Janina Frostell - Jinx - Juhani - Jurassikki - Jus Aname - Lord Est - Outlandish - Paleface - Pikku G - Ritarikunta - Samir - Skandaali - Sophie - Taipan Circle - Tasapaino - Trilogia - TTC - Tulenkantajat - Urbaanilegenda - Warlocks - Yavis - YOR123 | Star Warz (2003) - A-Rühm - Cilvaringz - Dreddy Krüger - Elastinen - Ezkimo - Fattaru - Freestyle - Ganz - GZA - Helpus - Jaise - Joniveli - Kasanova - Krisu - Pikku G - Raimssi - RZA - Skandaali - Sophie - Tha Alkaholics - Toinen Kanava - Urbaanilegenda - YOR123 | Power of the Sound (2006) - Aki Räty - Apollo - Arthur - Baroni - Elisabeth Ehrnrooth - Emil - Iki-W - Jana Överlund - Jani Äijö - Jan Quilitzsch - Jape Perätalo - Jimi Pääkallo - Jonna - Juulia Vojala - Koo-S - Like Kaarto - Pertti Neumann - Ronja - Theon - Thomas Kirjonen - Todenpuhuja - Tumppi - YOR123 |

### Produzenten
| RDN Allstars (2002) - Busy - Elastinen - Falk - Joniveli - Juhani - Jukka Immonen - Larry Lavish - Lex Luthor - Oispa - Pauli Ranzasalmi - Rocketboy - Tiedemies - Wretch | Star Warz (2003) - Critical - Critikal - Helpus - Jonny Bro - Jouni - Jukka Immonen - Pauli Rantasalmi - Sakris | Power of the Sound (2006) - Ilkka Hilden - Jani Järviranta - Mats Takila |

## Diskografie

### Alben
| Jahr | Titel              | Höchstplatzierung, Gesamtwochen, AuszeichnungChartsChartplatzierungen (Jahr, Titel, Platzierungen, Wochen, Auszeichnungen, Anmerkungen) | Anmerkungen  |
| Jahr | Titel              | FI | Anmerkungen  |
| ---- | ------------------ | --- | ------------ |
| 2002 | RDN Allstars       | FI5 (5 Wo.)FI | BMG Finland  |
| 2003 | Star Warz          | FI4 (8 Wo.)FI | BMG Finland  |
| 2006 | Power of the Sound | — | Edel Records |

### Singles
| Jahr | Titel Album                                     | Höchstplatzierung, Gesamtwochen, AuszeichnungChartsChartplatzierungen (Jahr, Titel, Album, Platzierungen, Wochen, Auszeichnungen, Anmerkungen) | Anmerkungen                                                                    |
| Jahr | Titel Album                                     | FI | Anmerkungen                                                                    |
| ---- | ----------------------------------------------- | --- | ------------------------------------------------------------------------------ |
| 2001 | Operaatio RDN RDN Allstars                      | FI6 (8 Wo.)FI | feat. Ezkimo, Yor123, Skandaali, Ritarikunta (Chyde & Hopee) und Jonny Bro     |
| 2001 | Rockin Da Planet RDN Allstars                   | FI4 (10 Wo.)FI | feat. Paleface, Yor123, Ezkimo & Jinx                                          |
| 2002 | Pelkkää viihdettä RDN Allstars                  | FI2 (8 Wo.)FI | feat. Elastinen, Yor123, Jurassikki, Flegmaatikot, Ezkimo, Paleface, Skandaali |
| 2002 | Kingsize RDN Allstars                           | FI13 (2 Wo.)FI | feat. Ezkimo, B.O.W., Yor123, Mr. B und Lord Est                               |
| 2003 | One World Star Warz                             | FI3 (8 Wo.)FI | feat. GZA, Skandaali und Yor123                                                |
| 2003 | Katujen ääni Star Warz                          | FI7 (6 Wo.)FI | feat. Toinen Kanava und Yor123                                                 |
| 2006 | Vapaapudotus ja jyrkkä nousu Power of the Sound | FI6 (2 Wo.)FI |                                                                                |

Weitere Singles
- 2006: Power of the Sand